# گروه من
«گروه من» (به انگلیسی: My Band) عنوان ترانه‌ای از امینم، خواننده رپ آمریکایی است که در سال ۲۰۰۴ میلادی با همراهی گروه دی۱۲ منتشر شد.